# Entelopes
Entelopes is een kevergeslacht uit de familie van de boktorren (Cerambycidae). De wetenschappelijke naam van het geslacht werd voor het eerst geldig gepubliceerd in 1844 door Guérin-Méneville.

## Soorten
Entelopes omvat de volgende soorten:
- Entelopes longzhouensis Hua, 1990
- Entelopes fuscotarsalis Breuning, 1954
- Entelopes shelfordi Aurivillius, 1923
- Entelopes griseipennis Breuning, 1954
- Entelopes wallacei Pascoe, 1857
- Entelopes amoena Pascoe, 1866
- Entelopes glauca Guérin-Méneville, 1844
- Entelopes nigritarsis Breuning, 1968
- Entelopes similis Pascoe, 1866
- Entelopes subsimilis Breuning, 1968